# Cantó de Metz-Ville-4
El cantó de Metz-Ville-4 és un cantó francès del departament del Mosel·la, situat al districte de Metz-Ville. Compta la part est de la vila de Metz (barris de Borny, La Grange-aux-Bois, Grigy Technopôle i Vallières-lès-Metz).
| Data d'elecció                           | Identitat            | Partit                     | Qualitat |
| ---------------------------------------- | -------------------- | -------------------------- | -------- |
| 1982-2008                                | Alain Hethener       | Divers droite, després RPR |          |
| 2008-                                    | Jean-Michel Toulouze | PS                         |          |
| les dades anteriors no són pas conegudes |                      |                            |          |
|                                          |                      |                            |          |